# 利斯塔爾
利斯塔爾（德語：Liestal，德語發音：[ˈliːstal]；旧作，阿勒曼尼語發音：[ˈliə̯ʃd̥l̩]），瑞士西北部城市，巴塞爾鄉村州的首府，位於巴塞爾东南15公里處，是巴塞尔城市群的一部分。

## 名称
当地最早的定居点被称为Munzach（源自拉丁语的Montiacum）。在最近的研究中，提及Lihstal这个名字的文件很可能是后期伪造的。现在的拼写Liestal最早出现于1225年，之后也有Liechstal或者Liechtstall等多种写法。Liestal含义最常见的说法是长满莎草（Lische）的山谷。

## 历史
在利斯塔尔附近发现了瑞士新石器时代早期的文化遗迹。该地区在前罗马前代已经有人定居。罗马时期兴建了名叫蒙察赫的罗马式别墅。公元4世纪，该地有一座罗马堡垒。由于利斯塔尔相对重要战略意义的位置，促使了它在中世纪得到了迅猛的发展。
公元10世纪左右，哈尔登堡（德语：Burghalden）修建完成。13世纪弗罗堡伯爵将利斯塔尔建造为一座设防城市，并成为瑞士南北交通路线上面的要冲。
1305年，弗罗堡伯爵将利斯塔尔卖给了巴塞尔主教。1381年，因为主权问题，奥地利的利奥波德大公攻占并烧毁了这座城市，随后再次加入巴塞尔主教的麾下。1400年，巴塞尔从主教手中购买了利斯塔尔的地产，此后当地市民一直以强烈的勇武精神为巴塞尔效力。
1476年，利斯塔尔参加了勃艮第战争，在南锡战役中击败勃艮第公爵大膽查理并获得了众多战利品。这些战利品仍然保存在利斯塔尔的博物馆中。1499年，士瓦本战争爆发，虽然巴塞尔严守中立，但利斯塔尔宣布支持索洛图恩和瑞士邦联。由此利斯塔尔跟巴塞尔之间的矛盾开始出现。1501年，利斯塔尔市长在巴塞尔集市广场宣布加入瑞士邦联。即便如此，之后利斯塔尔跟巴塞尔之间仍然爆发多次小规模的武力冲突。
1525年利斯塔尔宣布废除农奴制，随后，该城市也成功导入宗教改革，成为新教城市。1653年，巴塞尔参加瑞士农民战争，继续反抗巴塞尔。起义失败后，三名领导者在巴塞尔被斩首示众。1656年，利斯塔尔重新完成武装。
1789年法国大革命爆发，利斯塔尔马上向巴塞尔提出恢复旧有的自治权利。1797年，拿破仑从此地经过，引发热烈反响。1798年利斯塔尔发动起义，撕毁了巴塞尔的旗帜换成法国的三色旗。利斯塔尔也是瑞士第一个升起自由之竿的城市。拿破仑失败后，利斯塔尔再次被巴塞尔控制。
1830年法国七月革命爆发影响了巴塞尔州的政治进程。1832年正式成立巴塞尔乡村州，利斯塔尔被赋予首府的职能。1833年8月3日，利斯塔尔与普拉特恩在许尔夫滕尚茨交火，直接导致与巴塞尔的最终分离。长期以来，利斯塔尔一直坚持革命观念，接纳了许多政治难民。
1862年利斯塔尔兵营建成，1877年进行扩建。目前利斯塔尔是一个位于巴塞尔大都会区外围具有区域中心功能的城市。周边还包括弗伦肯多夫、菲林斯多夫、劳森等小型城镇。隶属欧洲门诺会的比恩贝格培训和会议中心（ATB）就位于利斯塔尔附近的一座叫Bienenberg的小山上。

## 地理
利斯塔尔位于埃戈尔茨河上的汝拉山谷中，埃戈尔茨河从城市的东南流向北方。在城市西部，在罗塞伦塔尔山谷附近有著名的绍恩堡温泉浴场。
利斯塔尔面积约为1800公顷，其中森林面积占到1000多公顷。海拔最高点是614米，海拔最低点是287米。年均氣溫攝氏10.1度。年均降水量933毫米。

## 外部連結
- Official website of Liestal （德文）

47°29′02″N 7°44′06″E / 47.4839°N 7.735°E